# Illés Béla (labdarúgó)
Illés Béla (Sárvár, 1968. április 27. –) magyar válogatott labdarúgó. 540 magyar élvonalbeli találkozón lépett pályára, ezeken 215 gólt szerzett.

## Pályafutása
Karrierjét Sárváron kezdte, ahol már 16 évesen a felnőtt csapatban szerepelt. 1986-ban igazolta le a Szombathelyi Haladás, amelynek színeiben debütált a magyar élvonalban. A szombathelyi klubban hat évet futballozott, csapatához akkor is hű maradt, amikor a gárda kiesett az élvonalból. A Haladásból 1992-ben igazolt a Budapest Honvédhoz, amellyel rögtön első idényében bajnokságot nyert, majd a következő évben ő lett a magyar bajnokság gólkirálya.
1995-ben az élvonalba frissen feljutó MTK játékosa lett és főszerepet vállalt a kék-fehér klub felemelkedésében. Illés hamar a szurkolók kedvencévé vált, a drukkerek körében egyszerűen csak "Béla királyként" emlegették. A klubbal háromszor nyert bajnokságot és Magyar Kupát az évek során. Támadó középpályásként több szezonban is több mint 20 gólt szerzett és 1997-ben illetve 1999-ben is ismét gólkirály lett.
2004-ben némi meglepetésre visszatért a kiesés ellen küzdő Haladáshoz, amely osztályozót követően kivívta a bennmaradást, ám a klubot szponzoráló Lombard Kft. Pápára tette át székhelyét és a Haladás nem tudta megőrizni élvonalbeli tagságát.
Illés a következő szezont ismét az MTK-nál kezdte. A megfiatalított csapatban már főként csereként szerepelt, ám így is eljutott 10 bajnoki gólig a visszatérését követően. 2006-ban megdöntötte Szabó György rekordját az élvonalbeli mérkőzéseket tekintve. Végül 38 évesen, 540 élvonalbeli mérkőzéssel és 215 góllal  a háta mögött fejezte be karrierjét.
A magyar válogatottban 1991-ben, éppen Szombathelyen debütált Norvégia ellen, első gólját három évvel később szerezte. A nemzeti csapatban összesen 64 alkalommal lépett pályára, címeres mezben 15 gólt szerzett.

## Pályafutását követően
2007-ben korábbi labdarúgótársaival, Halmai Gáborral,Csertői Auréllal, Kuttor Attilával-, és egy -civillel- Kóbor Lászlóval, és az Önkormányzattal közösen megalapította a nevét viselő és  Haladás FC-hez kötődő szombathelyi Illés Béla Football Akadémiát.

## Sikerei, díjai

### Klubcsapatokkal
- Kispest Honvéd:
- Magyar bajnok: 1993
- Magyar bajnoki ezüstérmes:1994
- Magyar kupa ezüstérmes:1994
- MTK Hungária:
- Magyar bajnok: 1997, 1999, 2003
- Magyar bajnoki ezüstérmes: 2000
- Magyarkupa-győztes: 1997, 1998, 2000
- Magyar szuperkupa-győztes: 2003

### Egyéni
- Magyar gólkirály: 1994, 1997, 1999
- A 90'-es évek legjobb magyar labdarúgója (a HLSZ szavazásán)

## Statisztika

### Mérkőzései a válogatottban
| Magyarország | Magyarország         | Magyarország                       | Magyarország   | Magyarország | Magyarország        | Magyarország | Magyarország | Magyarország   |
| #            | Dátum                | Helyszín                           | Hazai          | Eredmény     | Vendég              | Kiírás       | Gólok        | Esemény        |
| ------------ | -------------------- | ---------------------------------- | -------------- | ------------ | ------------------- | ------------ | ------------ | -------------- |
| 1.           | 1991. október 30.    | Szombathely, Rohonci úti stadion   | Magyarország   | 0 – 0        | Norvégia            | Eb-selejtező | -            | 72'            |
| 2.           | 1991. december 4.    | León                               | Mexikó         | 3 – 0        | Magyarország        | barátságos   | -            | 61'            |
| 3.           | 1991. december 8.    | San Salvador                       | Salvador       | 1 – 1        | Magyarország        | barátságos   | -            | 63'            |
| 4.           | 1992. március 25.    | Budapest, Népstadion               | Magyarország   | 2 – 1        | Ausztria            | barátságos   | -            | 89'            |
| 5.           | 1992. április 29.    | Ungvár                             | Ukrajna        | 1 – 3        | Magyarország        | barátságos   | -            | 83'            |
| 6.           | 1992. október 11.    | Doha                               | Katar          | 1 – 4        | Magyarország        | barátságos   | -            | 46'            |
| 7.           | 1993. április 15.    | Budapest, Népstadion               | Magyarország   | 0 – 2        | Svédország          | barátságos   | -            | 78'            |
| 8.           | 1994. március 9.     | Budapest, Népstadion               | Magyarország   | 1 – 2        | Svájc               | barátságos   | -            | 67'            |
| 9.           | 1994. március 23.    | Linz                               | Ausztria       | 1 – 1        | Magyarország        | barátságos   | 1            | 65'            |
| 10.          | 1994. április 6.     | Szombathely, Rohonci úti stadion   | Magyarország   | 0 – 1        | Szlovénia           | barátságos   | -            | 46'            |
| 11.          | 1994. április 20.    | Koppenhága                         | Dánia          | 3 – 1        | Magyarország        | barátságos   | -            |                |
| 12.          | 1994. május 4.       | Krakkó                             | Lengyelország  | 3 – 2        | Magyarország        | barátságos   | -            |                |
| 13.          | 1994. június 1.      | Eindhoven, Philips Stadion         | Hollandia      | 7 – 1        | Magyarország        | barátságos   | 1            | 10' (11-esből) |
| 14.          | 1994. december 14.   | Mexikóváros, Azték-stadion         | Mexikó         | 5 – 1        | Magyarország        | barátságos   | -            | 63'            |
| 15.          | 1995. március 8.     | Budapest, Fáy utcai Stadion        | Magyarország   | 3 – 1        | Lettország          | barátságos   | -            |                |
| 16.          | 1995. március 29.    | Budapest, Népstadion               | Magyarország   | 2 – 2        | Svájc               | Eb-selejtező | 1            | 72'            |
| 17.          | 1995. április 26.    | Budapest, Népstadion               | Magyarország   | 1 – 0        | Svédország          | Eb-selejtező | -            |                |
| 18.          | 1995. június 11.     | Reykjavík                          | Izland         | 2 – 1        | Magyarország        | Eb-selejtező | -            | 68'            |
| 19.          | 1995. augusztus 16.  | Siófok                             | Magyarország   | 0 – 2        | Izrael              | barátságos   | -            | 53'            |
| 20.          | 1995. szeptember 6.  | Isztambul                          | Törökország    | 2 – 0        | Magyarország        | Eb-selejtező | -            | 46'            |
| 21.          | 1995. október 11.    | Zürich                             | Svájc          | 3 – 0        | Magyarország        | Eb-selejtező | -            | 64'            |
| 22.          | 1995. november 11.   | Budapest, Fáy utcai Stadion        | Magyarország   | 1 – 0        | Izland              | Eb-selejtező | 1            | 55' 89'        |
| 23.          | 1996. április 10.    | Eszék                              | Horvátország   | 4 – 1        | Magyarország        | barátságos   | -            |                |
| 24.          | 1996. április 24.    | Budapest, Népstadion               | Magyarország   | 0 – 2        | Ausztria            | barátságos   | -            | 46'            |
| 25.          | 1996. május 18.      | London, Wembley Stadion            | Anglia         | 3 – 0        | Magyarország        | barátságos   | -            | 62'            |
| 26.          | 1996. június 1.      | Budapest, Népstadion               | Magyarország   | 0 – 2        | Olaszország         | barátságos   | -            | 75'            |
| 27.          | 1996. október 9.     | Oslo                               | Norvégia       | 3 – 0        | Magyarország        | vb-selejtező | -            | 73'            |
| 28.          | 1996. november 10.   | Bakı                               | Azerbajdzsán   | 0 – 3        | Magyarország        | vb-selejtező | -            | 75'            |
| 29.          | 1997. március 19.    | Valletta                           | Málta          | 1 – 4        | Magyarország        | barátságos   | -            | 46'            |
| 30.          | 1997. április 2.     | Budapest, Népstadion               | Magyarország   | 1 – 3        | Ausztrália          | barátságos   | -            | 46'            |
| 31.          | 1997. április 30.    | Zürich                             | Svájc          | 1 – 0        | Magyarország        | vb-selejtező | -            |                |
| 32.          | 1997. augusztus 6.   | Siófok                             | Magyarország   | 3 – 0        | Málta               | barátságos   | -            | 46'            |
| 33.          | 1997. augusztus 20.  | Budapest, Népstadion               | Magyarország   | 1 – 1        | Svájc               | vb-selejtező | -            | 46'            |
| 34.          | 1997. szeptember 10. | Budapest, Üllői úti Stadion        | Magyarország   | 3 – 1        | Azerbajdzsán        | vb-selejtező | 1            | 60' 89'        |
| 35.          | 1997. október 11.    | Helsinki                           | Finnország     | 1 – 1        | Magyarország        | vb-selejtező | -            | 57'            |
| 36.          | 1997. október 29.    | Budapest, Üllői úti Stadion        | Magyarország   | 1 – 7        | Jugoszlávia         | vb-selejtező | 1            | 63' 89'        |
| 37.          | 1997. november 15.   | Belgrád                            | Jugoszlávia    | 5 – 0        | Magyarország        | vb-selejtező | -            | 88'            |
| 38.          | 1998. március 25.    | Bécs, Ernst Happel Stadion         | Ausztria       | 2 – 3        | Magyarország        | barátságos   | 2            | 32' 54'        |
| 39.          | 1998. április 20.    | Teherán, Azadi Stadion             | Irán           | 0 – 2        | Magyarország        | LG-kupa      | 1            | 57'            |
| 40.          | 1998. április 22.    | Teherán, Azadi Stadion (IRN)       | Macedónia      | 0 – 0        | Magyarország        | LG-kupa      | -            |                |
| 41.          | 1998. augusztus 19.  | Zalaegerszeg, ZTE Stadion          | Magyarország   | 2 – 1        | Szlovénia           | barátságos   | -            | 46'            |
| 42.          | 1998. szeptember 6.  | Budapest, Népstadion               | Magyarország   | 1 – 3        | Portugália          | Eb-selejtező | -            |                |
| 43.          | 1998. október 10.    | Bakı, Tofik Bahramov Stadion       | Azerbajdzsán   | 0 – 4        | Magyarország        | Eb-selejtező | 1            | 84' (11-esből) |
| 44.          | 1998. október 14.    | Budapest, Népstadion               | Magyarország   | 1 – 1        | Románia             | Eb-selejtező | -            |                |
| 45.          | 1999. március 10.    | Budapest, Üllői úti Stadion        | Magyarország   | 1 – 1        | Bosznia-Hercegovina | barátságos   | 1            | 65' (11-esből) |
| 46.          | 1999. március 27.    | Budapest, Üllői úti Stadion        | Magyarország   | 5 – 0        | Liechtenstein       | Eb-selejtező | 1            | 74'            |
| 47.          | 1999. március 31.    | Pozsony, Tekelné Pole Stadion      | Szlovákia      | 0 – 0        | Magyarország        | Eb-selejtező | -            |                |
| 48.          | 1999. április 28.    | Budapest, Népstadion               | Magyarország   | 1 – 1        | Anglia              | barátságos   | -            |                |
| 49.          | 1999. június 5.      | Bukarest, Steaua Stadion           | Románia        | 2 – 0        | Magyarország        | Eb-selejtező | -            | 82'            |
| 50.          | 1999. június 9.      | Győr, Rába ETO Stadion             | Magyarország   | 0 – 1        | Szlovákia           | Eb-selejtező | -            |                |
| 51.          | 1999. szeptember 4.  | Vaduz, Rheinpark Stadion           | Liechtenstein  | 0 – 0        | Magyarország        | Eb-selejtező | -            |                |
| 52.          | 1999. szeptember 8.  | Budapest, Üllői úti Stadion        | Magyarország   | 3 – 0        | Azerbajdzsán        | Eb-selejtező | -            |                |
| 53.          | 2000. március 29.    | Debrecen, Oláh Gábor utcai stadion | Magyarország   | 0 – 0        | Lengyelország       | barátságos   | -            |                |
| 54.          | 2000. április 26.    | Belfast, Windsor Park              | Észak-Írország | 0 – 1        | Magyarország        | barátságos   | -            |                |
| 55.          | 2000. június 3.      | Budapest, Fáy utcai Stadion        | Magyarország   | 2 – 1        | Izrael              | barátságos   | 1            | 46'            |
| 56.          | 2000. augusztus 16.  | Budapest, Népstadion               | Magyarország   | 1 – 1        | Ausztria            | barátságos   | 1            | 33' 72'        |
| 57.          | 2000. szeptember 3.  | Budapest, Népstadion               | Magyarország   | 2 – 2        | Olaszország         | vb-selejtező | -            |                |
| 58.          | 2000. október 11.    | Kaunas                             | Litvánia       | 1 – 6        | Magyarország        | vb-selejtező | 1            | 25'            |
| 59.          | 2001. március 7.     | Ammán                              | Jordánia       | 1 – 1        | Magyarország        | barátságos   | -            |                |
| 60.          | 2001. március 24.    | Budapest, Népstadion               | Magyarország   | 1 – 1        | Litvánia            | vb-selejtező | -            |                |
| 61.          | 2001. április 25.    | Budapest, Üllői úti Stadion        | Magyarország   | 0 – 0        | Finnország          | barátságos   | -            | 46'            |
| 62.          | 2001. június 6.      | Budapest, Népstadion               | Magyarország   | 4 – 1        | Grúzia              | vb-selejtező | -            |                |
| 63.          | 2001. augusztus 15.  | Budapest, Népstadion               | Magyarország   | 2 – 5        | Németország         | barátságos   | -            | 46'            |
| 64.          | 2001. szeptember 1.  | Tbiliszi                           | Grúzia         | 3 – 1        | Magyarország        | vb-selejtező | -            | 66'            |
|              | Összesen             |                                    |                | 64           | mérkőzés            |              | 15           | gól            |

## Külső hivatkozások
- Illés Béla adatlapja a HLSZ.hu-n (magyarul)
- Profil a footballdatabase.eu-n (angolul)
- Illés Béla pályafutásának statisztikái a Soccerbase oldalon (angolul)

- Illés Béla adatlapja a national-football-teams.com-on[halott link] (angolul)
- Pályafutása statisztikái a fussballdaten.de-n (németül)
- Fanzone adtalap (magyarul)
- Illés Béla Football Akadémia honlapja (magyarul)